# Народна библиотека „Владимир Гаћиновић” у Билећи
Народна библиотека „Владимир Гаћиновић“ је јавна и централна библиотека општине Билећа. Библиотека врши стручни надзор и организује рад у библиотекама Основне школе и Средње школе. Библиотека данас располаже са око 25.000 библиотечких јединица. Књижни фонд је богат и разноврстан.

## Историјат
Идеју за оснивање библиотеке 1933. године покренула је група у то вријеме најобразованијих Билећана. Скупљање књижног материјала и обезбјеђивање простора је трајало двије године, да би та установа са радом почела 1935. године. Библиотека је радила пет година, а прекинула је рад избијањем Другог свјетског рата, током кога је уништен највећи број књига, тако да се у посљератном времену морало приступити прикупљању новог књижног фонда. Библиотека је рад обновила 1952. године и од тада до данас он траје непрекидно. Директор Народне библиотеке „Владимир Гаћиновић“, која се тако зове непрекидно од свога оснивања, тренутно је Шћепан Алексић, по струци дипломирани журналиста. Алексић је, поред рада у области културе, и прозни писац, члан Удружења књижевника Српске.

## Слика Моше Пијаде
Поред књижног фонда у библиотеци се налази и одређен дио фонда из бившег Завичајног музеја у Билећи. Народна библиотека чува јединствену слику, коју је током свог заточеништва у билећком концентрационом логору насликао академски сликар и чувени револуционар Моша Пијаде. Током једанаестомјесечног боравка у билећком концентрационом логору 1940. године Пијаде, као ни остали интелектуалци који су боравили у заробљеништву, нису били пасивни. Тако је и настала чувена Пијадина слика која се чува у билећкој Народној библиотеци „Владимир Гаћиновић“ а за коју се вјерује да ју је овај сликар на обичној шперплочи насликао четкицом за зубе.